# Bresnica (Słowenia)
Bresnica – wieś w Słowenii, w gminie Ormož. 1 stycznia 2018 liczyła 246 mieszkańców.